# Lycoriella multiseta
Lycoriella multiseta är en tvåvingeart som först beskrevs av Ephraim Porter Felt 1898.  Lycoriella multiseta ingår i släktet Lycoriella och familjen sorgmyggor. Inga underarter finns listade i Catalogue of Life.